# Resolució 862 del Consell de Seguretat de les Nacions Unides
La Resolució 862 del Consell de Seguretat de les Nacions Unides fou adoptada per unanimitat el 31 d'agost de 1993. Després de recordar les resolucions 841 (1993), 861 (1993) i un acord entre el President d'Haití i el comandant en Cap de la Forces Armades d'Haití, el Consell va reafirmar el compromís de la comunitat internacional a una solució a Haití i va discutir la creació d'una nova força de policia a Haití sota una proposta Missió de les Nacions Unides a Haití (UNMIH).
Es decidí l'enviament immediat d'un equip avançat de no més de 30 persones per avaluar els requisits i preparar-se per al possible enviament tant de la policia civil com dels components d'assistència militar de la UNMIH. El mandat de l'equip avançat duraria un mes amb la possibilitat d'incorporar-lo a la missió de manteniment de la pau de la UNMIH quan s'hagi establert.
El Consell esperava un informe addicional presentat pel secretari general Boutros Boutros-Ghali referent a la proposta de creació de la UNMIH i els seus costos financers, marc temporal, concertació i la coordinació projectada amb el treball de l'Organització dels Estats Americans, sol·licitant-li a més d'entrar en un Acord d'Estatut de Forces amb el Govern d'Haití per facilitar un primer enviament de la UNMIH quan el Consell ho decideixi. La missió es va establir formalment a Resolució 867.